# Magny-Saint-Médard
Magny-Saint-Médard is een gemeente in het Franse departement Côte-d'Or (regio Bourgogne-Franche-Comté) en telt 228 inwoners (2004). De plaats maakt deel uit van het arrondissement Dijon.

## Geografie
De oppervlakte van Magny-Saint-Médard bedraagt 11,0 km², de bevolkingsdichtheid is 20,7 inwoners per km².
De onderstaande kaart toont de ligging van Magny-Saint-Médard met de belangrijkste infrastructuur en aangrenzende gemeenten.

## Demografie
Onderstaande figuur toont het verloop van het inwonertal (bron: INSEE-tellingen).